# وجد (فلسفه)
وجد (به انگلیسی: Ecstasy) از خود ذوق، شوق وعشق و شادی و مهربانی یا اندوه و حزن نشان دادن و اصطلاحاً به سه معنی به کار می‌رود:
1. وجد صوفی: حالتی است که در آن انسان از اوصاف بشری فارغ می‌شود و خود را موجود کامل متعال یعنی با خداوند متحد می‌یابد. نفسی که به وجد آمده باشد، جهان خارجی را رها می‌کند و مستقیماً با مورد تفکر در درون خود اتحاد می‌یابد. وجد اتحاد مستقیم با شیء هست. بیننده در این حالت از خود غافل است؛ و اگر به خود توجه داشته باشد، از این جهت است که در عین بیخودی از خود آگاه است. وجد در لغت یافتن است علی الاطلاق است و به نزدیک اهل تصوف یافتن قلب است چیزی را از عالم غیب.[۲]
2. وجد ناشی از بیماری حالتی است که مشخصات آن از جهات مادی عبارت است از جمود جسمانی، فقدان حساسیت، کندی تنفّس و کاهش گردش خود و از جهات نفسانی عبارت است از حالت غبطه‌ای که تمام روح انسان را فرا می‌گیرد.
3. وجدی که از اصطلاحات پدیدارشناسی است: این حالت عبارت است از توجه ارادی که شعور انسان را، از آن جهت که شعور است، در هر لحظه‌ای نسبت به آنچه خارج از ذات انسان قرار دارد، متمایز می‌کند.[۳]